# نوپسرها موتاتا
نوپسرها موتاتا یک گونه سوسک از خانوادهٔ سوسک‌های شاخک‌دراز است. فرانسیس پولکینگهورن پاسکو در سال ۱۸۶۷ این گونه را توصیف و بررسی کرد.